# Ballerin GAC
Il Ballerin Sarfields GAC è un club nordirlandese di calcio gaelico situato a Ballerin, contea di Londonderry. La squadra prende parte a tutte le competizioni organizzate dal Derry GAA. Il massimo successo fu raggiunto nel 1976, con la vittoria dell'Ulster Senior Club Football Championship.

## Stadio

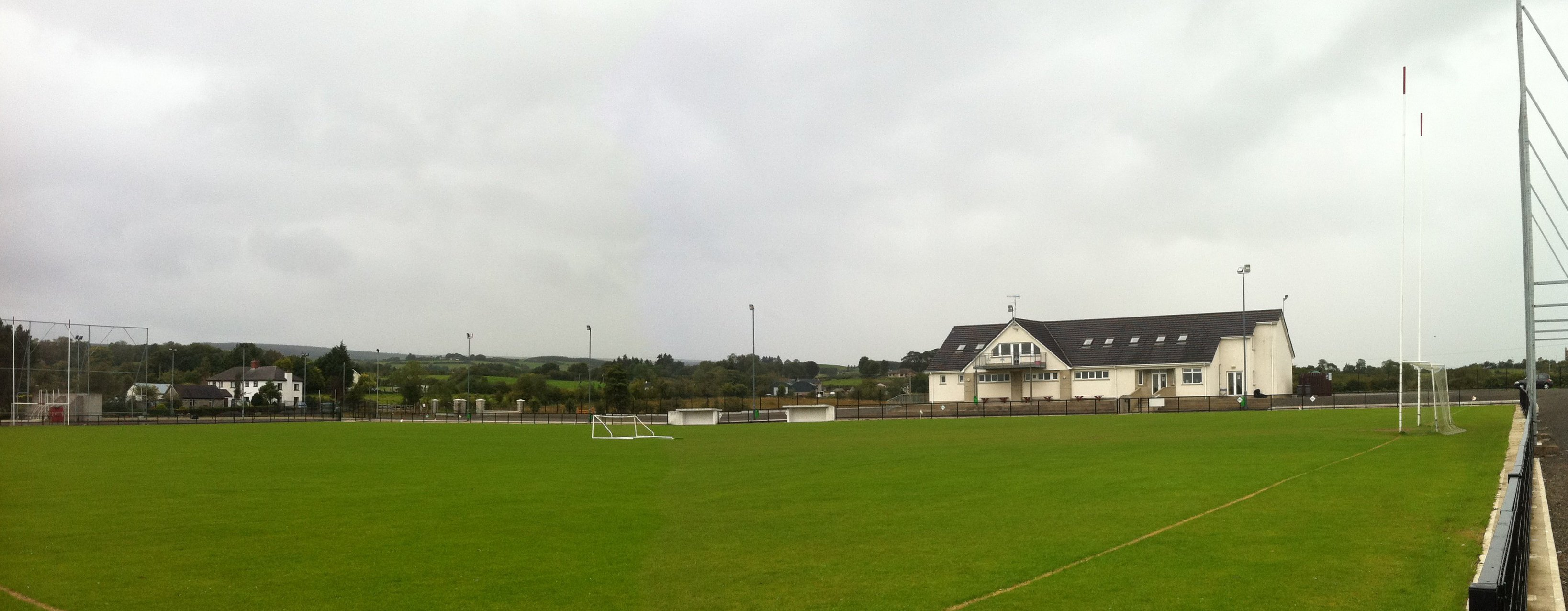
The club house and main pitch.

Lo Shamrock Park è il campo della squadra e lo è dal 1945. Un secondo campo, dotato di illuminazione artificiale, fu aperto il 30 luglio 2011.

## Palmarès

### Calcio gaelico

#### Senior
- Ulster Senior Club Football Championship: 1
  - 1976
- Derry Senior Football Championship: 2
  - 1957, 1976
- Derry Junior Football Championship: 1
  - 2002
- Dr. Kerlin Cup 10
  - 1952, 1960, 1966, 1967, 1968, 1969, 1971, 1972, 1973, 1974

#### Minor
- Derry Minor Football Championship: 4
  - 1947, 1965, 1974, 1977

#### U-16
- North Derry U-16 'B' Football League: 2
  - 2002, 2007

### Camogie

#### Senior
- Derry Intermediate Camogie Championship: 1
  - 1989
- Derry Intermediate Camogie League: 2
  - 1989, 2006
- Ulster Gael Linn Representatives: 3
  - 2004, 2005, 2006
- Na Magha Cup: 2
  - 2005, 2006

#### Minor
- Derry Minor Camogie Championship: 1
  - 1982

#### U14
- Feile Na nOg Doire: 1
  - 2009, 2011